# Hollywood-Story
Hollywood-Story ist ein US-amerikanisches Filmmelodram aus dem Jahre 1955 von Robert Aldrich mit Jack Palance, Shelley Winters, Ida Lupino, Wendell Corey und Rod Steiger als skrupelloser Boss eines Filmstudios in den Hauptrollen. Der Geschichte liegt das 1949 uraufgeführte Bühnendrama The Big Knife von Clifford Odets zugrunde.

## Handlung
Der skrupellose Filmproduzent Stanley Hoff, Chef eines Filmstudios, möchte einen neuen Vertrag mit dem derzeit sehr erfolgreichen Filmschauspieler Charlie Castle abschließen. Charlie zögert jedoch, denn seine idealistische Frau Marion, von der er infolge Entfremdung getrennt lebt, hat ihm versprochen eventuell dann zu ihm zurückzukehren, wenn er sich von dem ihr Widerling Hoff trennt. Auch Castle möchte die anstehende Vertragsverlängerung gern zum Anlass nehmen, sich aus der schraubstockgleichen Umklammerung Hoffs zu lösen und fortan mit anderen Arbeitgebern geistvollere Filme drehen. Doch der cholerische Hoff, der unbedingt diesen auf sieben Jahre ausgerichteten Vertrag mit Castle unter Dach und Fach bringen möchte, hat ein massives Druckmittel gegen sein bestes Pferd im Stall in der Hand. Der Schauspieler hatte vor einigen Jahren einen Menschen in betrunkenem Zustand über den Haufen gefahren und dabei getötet. Niemand außer Hoff, dem man nie auf die Spur kam, weiß davon. Die Schuld für dieses schreckliche Unglück hat auf Hoffs Befehl ein kleiner Studioangestellter, Buddy Bliss, auf sich genommen. Ausgerechnet mit dessen Ehefrau Connie hat Charles auch noch eine kleine, nicht weiter bedeutsame Affäre begonnen.
Jetzt, wo Castle sich von Hoff trennen möchte, setzt dieser seinen Kassengarant massiv unter Druck. Charlie gibt nach. Er sieht keinen anderen Ausweg, andernfalls würde er ins Gefängnis wandern. Doch es hilft alles nichts, denn das Starlet Dixie Evans, die damals als Beifahrerin an seiner Seite saß, droht nun auf einmal, ihr Wissen auszuplaudern. Hoffs plant, dass sein Mann fürs Grobe, seine rechte Hand Smiley Coy, Dixie am besten beseitigen sollte, um beider Karrieren nicht weiter von einer dritten Person gefährden zu lassen und weiht Charlie in seine schmutzigen Machenschaften ein. Der Studiochef versucht sogar, die integere Marion Castle mit einem abgehörten Gespräch unter Druck zu setzen. Das ist alles zu viel für Charlie. Er, der seine Integrität, seine Unschuld und seine geliebte Ehefrau verloren hat, wirft Hoff aus seinem Haus und bringt sich anschließend in der Badewanne um. Zeitgleich diskutieren im Nebenzimmer Castles Freunde über die soeben eingetroffene Nachricht, dass Dixie Evans soeben bei einem Unfall ums Leben gekommen ist.

## Produktionsnotizen
Hollywood-Story entstand im Frühjahr 1955 und wurde am 10. September 1955 im Rahmen der  Internationalen Filmfestspiele von Venedig uraufgeführt. Start des Films in den USA war der 25. Oktober 1955 in Los Angeles. Die deutsche Premiere fiel auf den 16. Mai 1956.
William Glasgow entwarf die Filmbauten, Edward G. Boyle die Ausstattung. Saul Bass entwarf die Titel. Komponist Frank De Vol trat auch als Dirigent in Erscheinung.
Aldrich erhielt für seine Inszenierung in Venedig den Silbernen Löwen.
Im amerikanischen Original war Richard Boone der Off-Sprecher.
Der Film war ein großer kommerzieller Erfolg. Laut IMDb kostete er rund 423.000 $ und spülte bis Jahresende 1955 allein in den USA 1.250.000 $ in die Kinokassen.

## Kritiken
In The New York Times vom 9. November 1955 schrieb Kritiker Bosley Crowther: „Eigentlich sieht es so aus, als wenn The Big Knife ursprünglich geschrieben und erdacht worden wäre, als handele es sich um eine wütende, scharfzüngige Präsentation persönlicher und professioneller Moralverhältnisse in Hollywood. Das ist die klare Schlussfolgerung dessen, was auf der Leinwand gezeigt wurde ... Aber es ist eine einfache Tatsache, dass Mr. Odets — und James Poe, der das Stück für die Leinwand adaptierte — eher zu extremer Gefühligkeit tendierten als zur Aktualität und gesunden Menschenverstand. Sie bilden eine Gruppe verkommener Menschen ab, die einander gewaltsam hinterherjagen.“
Der Spiegel schrieb in seiner Ausgabe vom 4. Juli 1957: „In bühnenmäßiger Raumbeschränkung versucht Regisseur Robert Aldrich – nach einem erfolgreichen Broadway-Stück – ein tragisches Selbstporträt der Filmstadt zu entwerfen: Ein hünenhafter Star (Jack Palance) wird von skrupellosen Produzenten kunstvoll entnervt, erpreßt und schließlich zum Mord angestiftet, so daß er verzweifelt und sich endlich selber mordet. Da das Regime der großen Produzenten aber mittlerweile zu Ende gegangen ist und die emanzipierten Stars ihrerseits die Filmbosse entnerven und erpressen, ist der Film bestenfalls ein schattenreiches Selbstbildnis aus Hollywoods jüngeren Jahren.“

„Das Milieu ist präzise geschildert; doch die “Selbstkritik” Hollywoods bleibt nur eine Randerscheinung. Mittelpunkt des Films ist ganz allgemein die Auseinandersetzung  zwischen einem bei allen Schwächen anständigen Mann und einem skrupellosen Zyniker, eine Konstellation, die Aldrich ein Jahr später in Attack! noch einmal aufgriff.“

„Alles hier ist grell und übertrieben. Das  Tempo ist zu schnell und wird zu sehr hochgejagt, Unmoral wird mit beinah obszönem Genuss attackiert, das (titelgebende) Messer wandelt sich zu einer Kreissäge.“

„Überhitzte Auseinandersetzung zwischen Kunst und Mammon, mit ziemlich unsympathischen Leuten, die einfach zu lange einander anschreien. Begrenztes Interesse ist durch die Schauspielerei bedingt.“

„Eine schonungslos kritische und pessimistische Darstellung der Hintergründe und Abgründe des schönen Scheins in der Filmmetropole. Die Handlung ist in überspitzter Schwarz-Weiß-Zeichnung skizziert, aber der Film wird durch die souveräne Regie und intensive Darstellung packend und interessant.“

„Clifford Odets‘ zynische Sicht auf Hollywood kommt gut rüber in einem hartgesottenen Film, mit feinen Porträtierungen, die beinah Stereotypen überwinden.“